# François Perrot
François Perrot (* 26. Februar 1924 in Paris; † 20. Januar 2019 in Livry-Gargan) war ein französischer Theater- und Filmschauspieler.

## Leben
François Perrot begann seine Karriere am Theater, u. a. am Théâtre National Populaire. Ab 1954 war er auch vor der Kamera tätig. Vor allem in Nebenrollen eingesetzt, arbeitete er für Regisseure wie Roger Vadim, Claude Chabrol, Henri Verneuil und Bertrand Tavernier. In den 1980er Jahren ist er in mehreren Komödien zu sehen und in zunehmendem Umfang im Fernsehen. Sein Auftritt in Das Leben und nichts anderes bringt Perrot 1990 eine Nominierung als Bester Nebendarsteller beim César ein.
François Perrot ist laut der Pressemitteilung seines Agenten am 20. Januar 2019 im Alter von 94 Jahren gestorben. 

## Filmografie (Auswahl)
- 1954: Serenade für zwei Pistolen (Les femmes s’en balancent)
- 1955: Rote Lippen – blaue Bohnen (Vous pigiez?)
- 1959: Gefährliche Liebschaften (Les Liaisons dangereuses)
- 1974: Nada
- 1975: Die Unschuldigen mit den schmutzigen Händen (Les innocents aux mains sales)
- 1976: Der Körper meines Feindes (Le Corps de mon ennemi)
- 1978: Das Geld der anderen (L’Argent des autres)
- 1979: Die Damen von der Küste (Les Dames de la côte)
- 1979: Die Liebe einer Frau (Clair de femme)
- 1980: Inspektor Loulou – Die Knallschote vom Dienst (Inspecteur la Bavure)
- 1980: Killer stellen sich nicht vor (Trois hommes à abattre)
- 1981: Begegnung in Biarritz (Hôtel des Amériques)
- 1982: Der Schock (Le Choc)
- 1983: Ticket ins Chaos (Banzaï)
- 1984: Die Glorreichen (Les Morfalous)
- 1988: Inspektor Lavardin (Les dossiers secrets de l'inspecteur Lavardin; Fernsehserie, 1 Folge)
- 1989: Das Leben und nichts anderes (La vie et rien d’autre)
- 1990–1991: Eurocops (Fernsehserie)
- 1992: Das unheimliche Haus (L’inconnu dans la maison)
- 1995: Les milles – Gefangen im Lager (Les Milles)
- 2008: Ein Mann und sein Hund (Un homme et son chien)